# Độ (góc)
Độ thông thường được biểu diễn bằng ký hiệu °, là đơn vị đo lường của các góc phẳng, hay của các vị trí dọc theo một đường tròn lớn của hình cầu tính từ điểm gốc tham chiếu (chẳng hạn như Trái Đất hay của bầu trời), tương ứng với 1/360 của một vòng tự quay tròn hoàn chỉnh.

Góc 1 độ

Bài này viết về độ sử dụng để đo giá trị của một góc. Các nghĩa khác xem bài Độ (định hướng).

## Lịch sử
Con số 360 có lẽ đã được chọn vì nó là số ngày trong năm của người cổ đại. Các loại lịch nguyên thủy, chẳng hạn như lịch Ba Tư sử dụng 360 ngày cho một năm. Điều này có lẽ chủ yếu là do sự quan sát của người cổ đại và họ nhận thấy các ngôi sao dường như chuyển động xung quanh sao Bắc cực tạo ra một vòng tròn với góc chuyển động cỡ chừng 1 độ trong một ngày. Ứng dụng của nó để đo các góc trong hình học có thể tìm thấy từ thời Thales, người đã phổ biến hình học trong những người Hy Lạp và sống ở miền tây Thổ Nhĩ Kỳ trong số những người có giao thiệp với Ai Cập và Babylon.
Nó cũng là con số dễ dàng chia hết: nó có 22 ước số khác nhau (2, 3, 4, 5, 6, 8, 9, 10, 12, 15, 18, 20, 24, 30, 36, 40, 45, 60, 72, 90, 120, 180), chia hết cho tất cả các số tự nhiên từ 2 đến 10 - ngoại trừ 7. (Nếu muốn có số độ trong một vòng tròn có thể chia hết cho tất cả các số từ 1 đến 10, nó phải là 2.520 độ nhưng con số này không thuận tiện lắm).
Để phục vụ cho nhiều mục đích thực tiễn, độ là giá trị góc đủ nhỏ để có thể đem lại độ chính xác tương đối cần thiết. Trong những ứng dụng đòi hỏi độ chính xác cao hơn, ví dụ như trong thiên văn hay để tính kinh độ và vĩ độ trên Trái Đất, các giá trị số đo góc có thể viết dưới dạng phần thập phân, nhưng có một sự chia nhỏ truyền thống khác được sử dụng thường xuyên hơn. Một độ được chia thành 60 phút, và một phút thành 60 giây. Các đơn vị này, còn được gọi tương ứng là phút góc hay giây góc, được biểu diễn tương ứng bằng dấu phết đơn hay đôi, hay bằng dấu đóng trích dẫn đơn hay đôi. Ví dụ: 40,1875° = 40°31'15". Nếu cần độ chính xác cao hơn, việc lấy phần thập phân của giây thông thường được sử dụng hơn là lấy các giá trị bội số của 1/60 giây.

## Các đơn vị đo góc khác

Góc 1 radian

Trong toán học, việc đo góc theo độ ít được sử dụng, vì sự thuận tiện của tính chia hết của cơ số 360 là không cần thiết và không quá quan trọng. Vì nhiều lý do khác nhau các nhà toán học thông thường thích sử dụng đơn vị radian, là góc tương ứng với một cung tròn có độ dài bằng bán kính của chính đường tròn ấy. Vì vậy 180° = π radian, 1° ≈ 0,0174533 radian, và 1 radian ≈ 57,29578°.
Với sự sáng tạo ra hệ mét, dựa trên cơ số 10 (thập phân), đã có những ý định định nghĩa "độ thập phân" (grad hay gon), vì thế giá trị độ thập phân của một góc vuông bằng 100, và như vậy một vòng tròn có giá trị góc bằng 400 độ thập phân. Trong khi ý tưởng này không thu được nhiều sự hưởng ứng nhưng phần lớn các máy tính tay (calculator) khoa học đều hỗ trợ đơn vị này.